# Аліуд
Аліуд (ісп. Aliud) — муніципалітет в Іспанії, входить у провінцію Сорія у складі автономного співтовариства Кастилія-і-Леон. Муніципалітет розташований у складі района (комарки) Кампо-де-Гомара. Площа 17,65 км². Населення 25 чоловік (на 2006 рік).